# BMW X7
BMW X7 (заводський індекс G07) — люксовий кросовер німецької компанії BMW, що вийшов на ринок в 2018 році і складає конкуренцію Mercedes-Benz GLS-Клас і Range Rover. X7 розрахований в першу чергу на смаки і потреби покупців у Сполучених Штатах.

## Опис

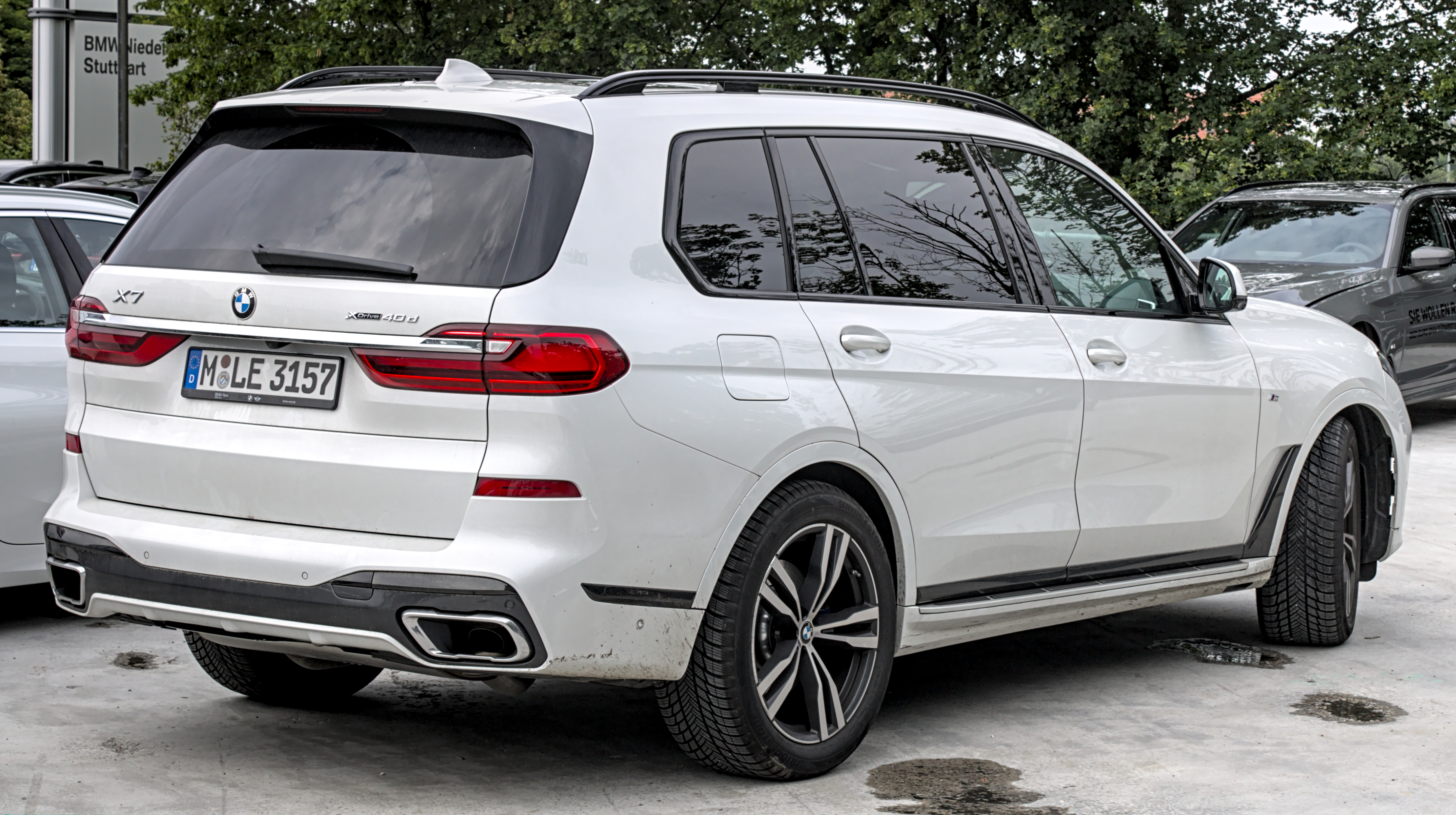
BMW X7 (2019–2022)

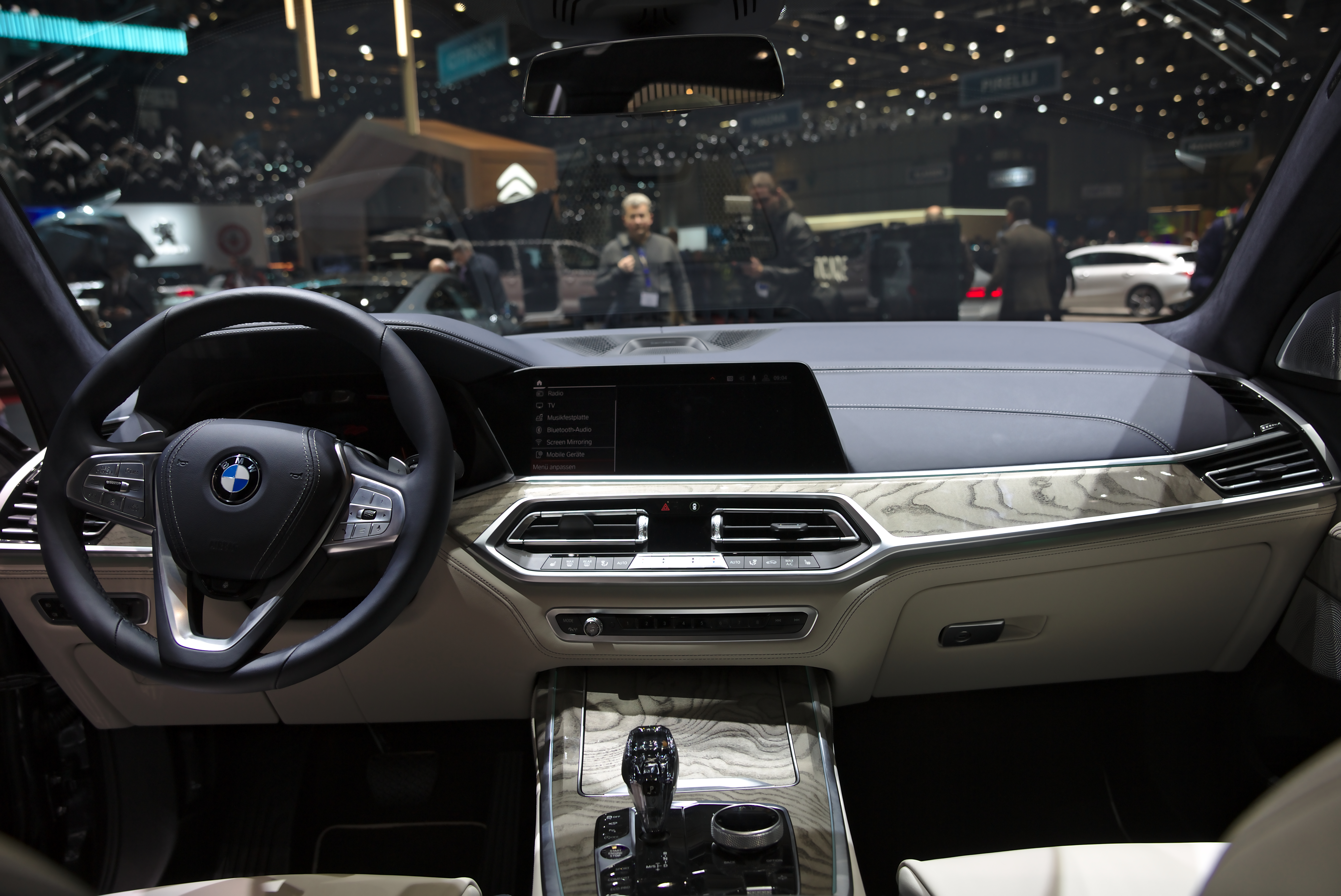
BMW X7 (2019–2022)

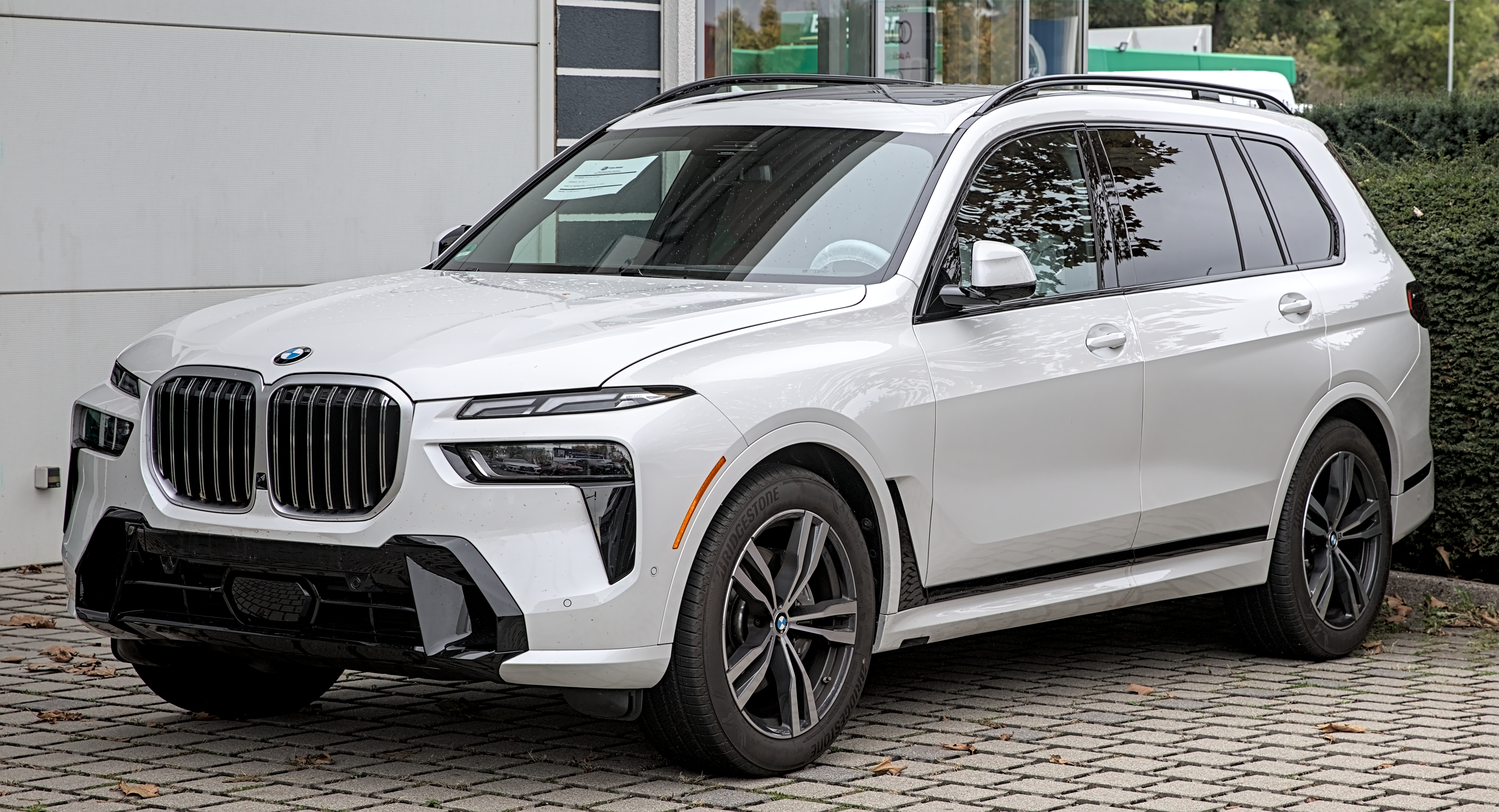
BMW X7 (з 2022)

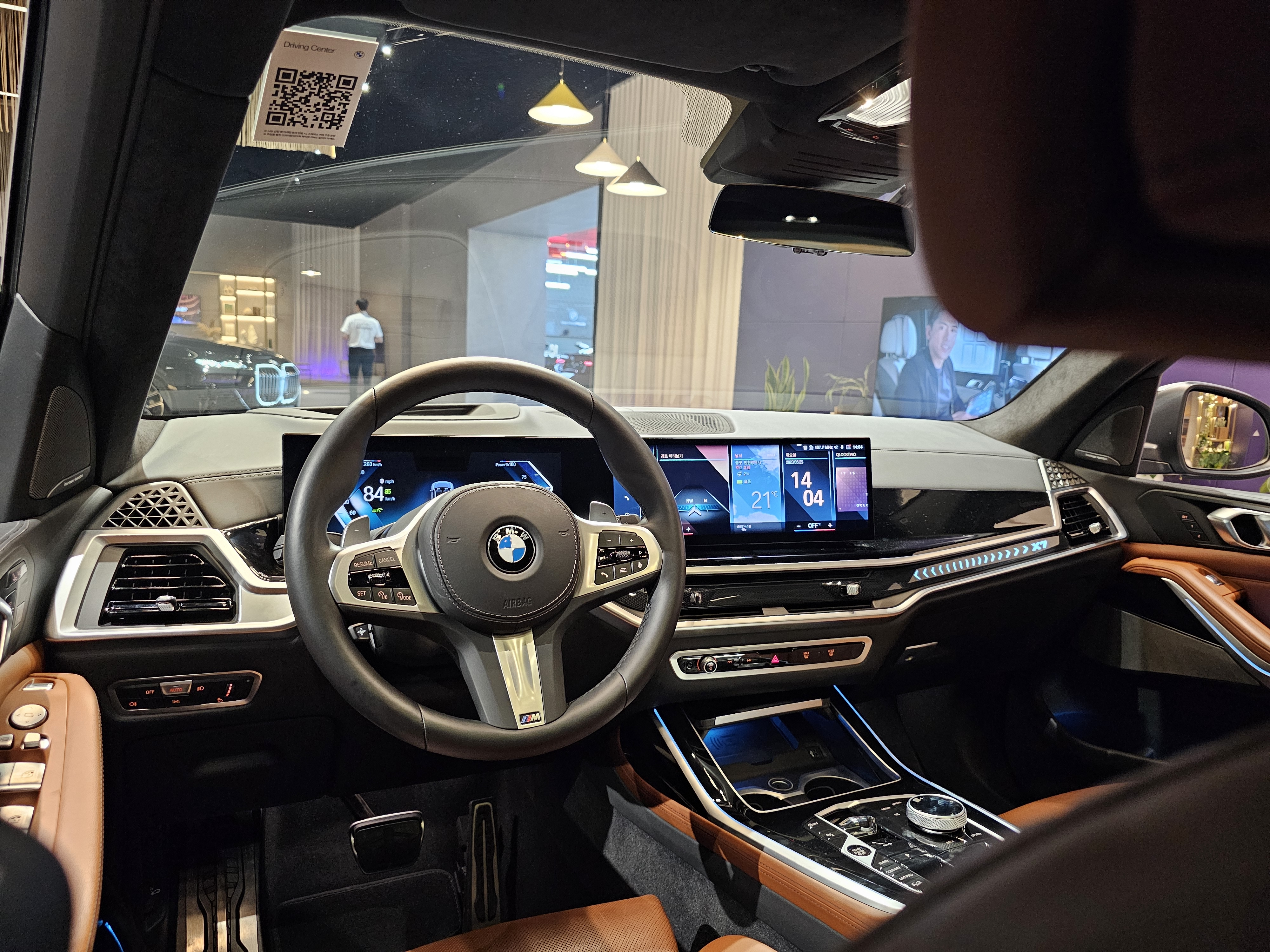
BMW X7 (з 2022)

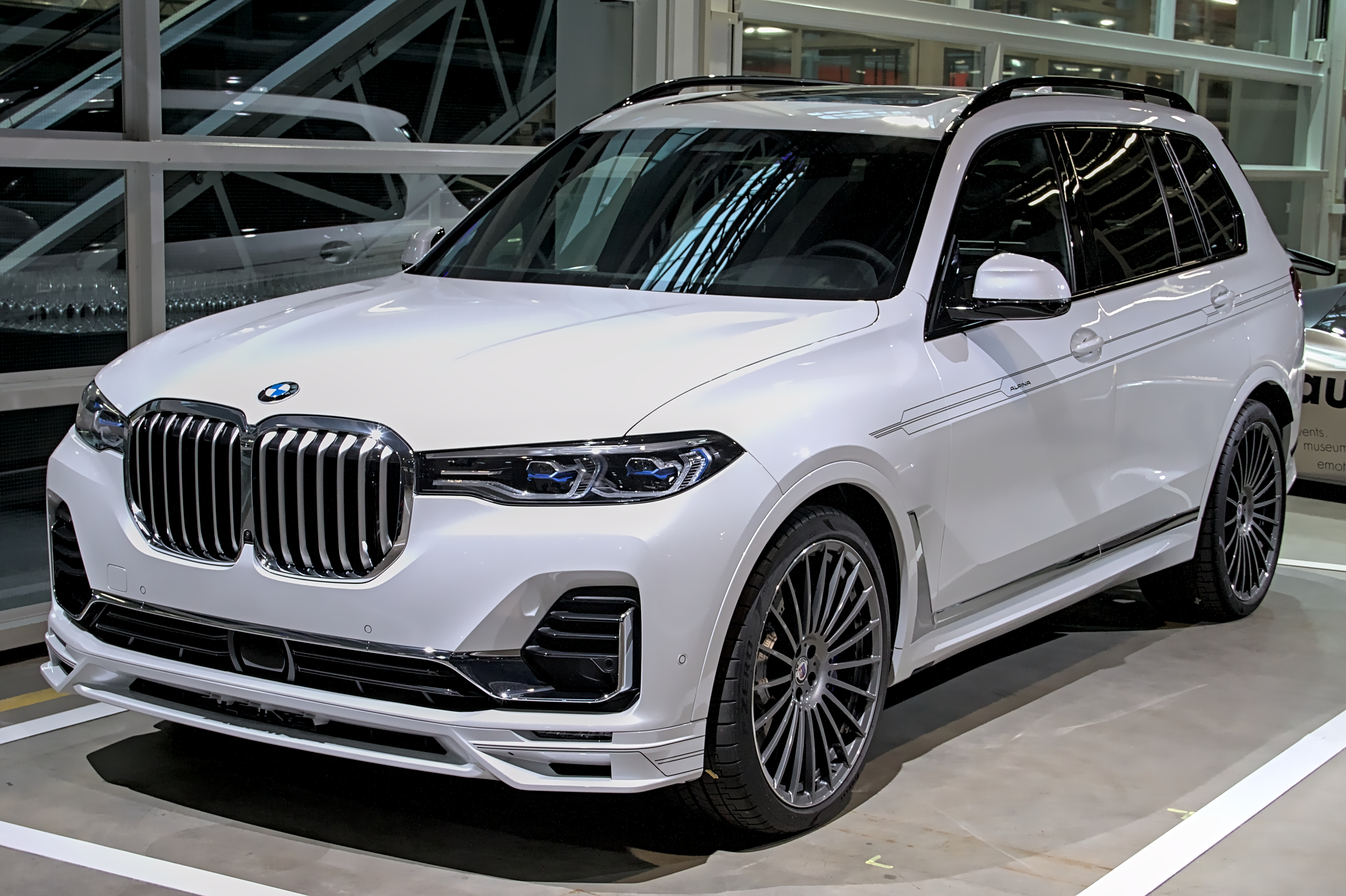
Alpina XB7

На Франкфуртському автосалоні восени 2017 року дебютував шестимісний концепт-кар Concept X7 iPerformance з гібридною силовою установкою BMW eDrive, який є предвісником серійної моделі.
17 жовтня 2018 року компанія BMW представила серійний автомобіль, який можна придбати з березня 2019 року.
Серійна модель довжиною понад п'ять метрів і з колісною базою більше трьох метрів базується на модульній платформі "35up", яка також називається CLAR від BMW G11/G12. Підвіски - двохважільна спереду і багатоважільна ззаду. У списку оснащення повинна з'явитися пневмопідвіска на всіх колесах (у X5 вона тільки на задній осі), розважальна мультимедійна система для задніх пасажирів. Двигуни - наддувні бензинові і дизельні І6 та V8 потужністю від 306 до 455 к.с.. Працювати агрегати будуть лише з восьмиступінчастою АКПП ZF.
Також відомо, що буде флагманська версія X7 із двигуном 6,6 л V12 потужністю 610 к.с.дизель .
Світлодіодні фари і 20-дюймові колеса входять в стандартне оснащення, так само як пневмопідвіска і електроннокеровані амортизатори. Додатковими опціями будуть лазерна оптика BMW Laserlight, повнокероване шасі, легкосплавні диски діаметром 21 і 22 дюйма.
За додаткову оплату кількість місць в салоні не збільшиться, а скоротиться до шести, оскільки «в базі» BMW X7 - семимісний. Якщо скласти задні ряди сидінь, обсяг багажника виросте з 326 до 2120 л. Водія вітає інтерфейс BMW Live Cockpit Professional з двома екранами діагоналлю 12,3 дюйма - цифровий приборки і центральним дисплеєм. В операційній системі медіацентру передбачений помічник BMW Intelligent Personal Assistant, відгукуючись на голосові заклики «Hey BMW» і «OK BMW». Софт буде регулярно оновлюватися «по повітрю», але не у всіх країнах.
Для всіх версій BMW X7, крім M50d, приготований опціональний офроуд-пакет, що дає можливість змінювати натисканням кнопки чотири режими руху: xSand («пісок»), xGravel («гравій»), xRocks («камені»), xSnow («сніг» ). Щоб адаптувати під себе зовнішність і інтер'єр, можна буде скористатися пакетом M Sport, лінійкою Design Pure Excellence і програмою BMW Individual.
BMW X7 буде виготовлятися на заводі BMW в Спартанберзі.
У 2021 модельному році BMW X7 отримав версію Alpina XB7. Автомобіль оснащений 612-сильним V8 двигуном з подвійним турбонаддувом та відрізняється унікальним зовнішнім виглядом. Топова версія позашляховика BMW X7 Alpina XB7 2022 розганяється до 100 км/год за 4 секунди.

## Двигуни
Бензинові:
- 3.0 л turbo B58B30 І6 340 к.с. 450 Нм (xDrive40i)
- 4.4 л twin-turbo N63B44 V8 462 к.с. 650 Нм (xDrive50i)
- 4.4 л twin-turbo S63 V8 530 к.с. 750 Нм (M50i)
- 6.6 л twin-turbo V12 609 к.с. (M60i)

Дизельні:
- 3.0 л turbodiesel B57D30 І6 249 к.с., 620 Нм (xDrive30d)
- 3.0 л turbodiesel B57D30 І6 400 к.с., 760 Нм (M50d)